# Programa de los Años Intermedios del Bachillerato Internacional

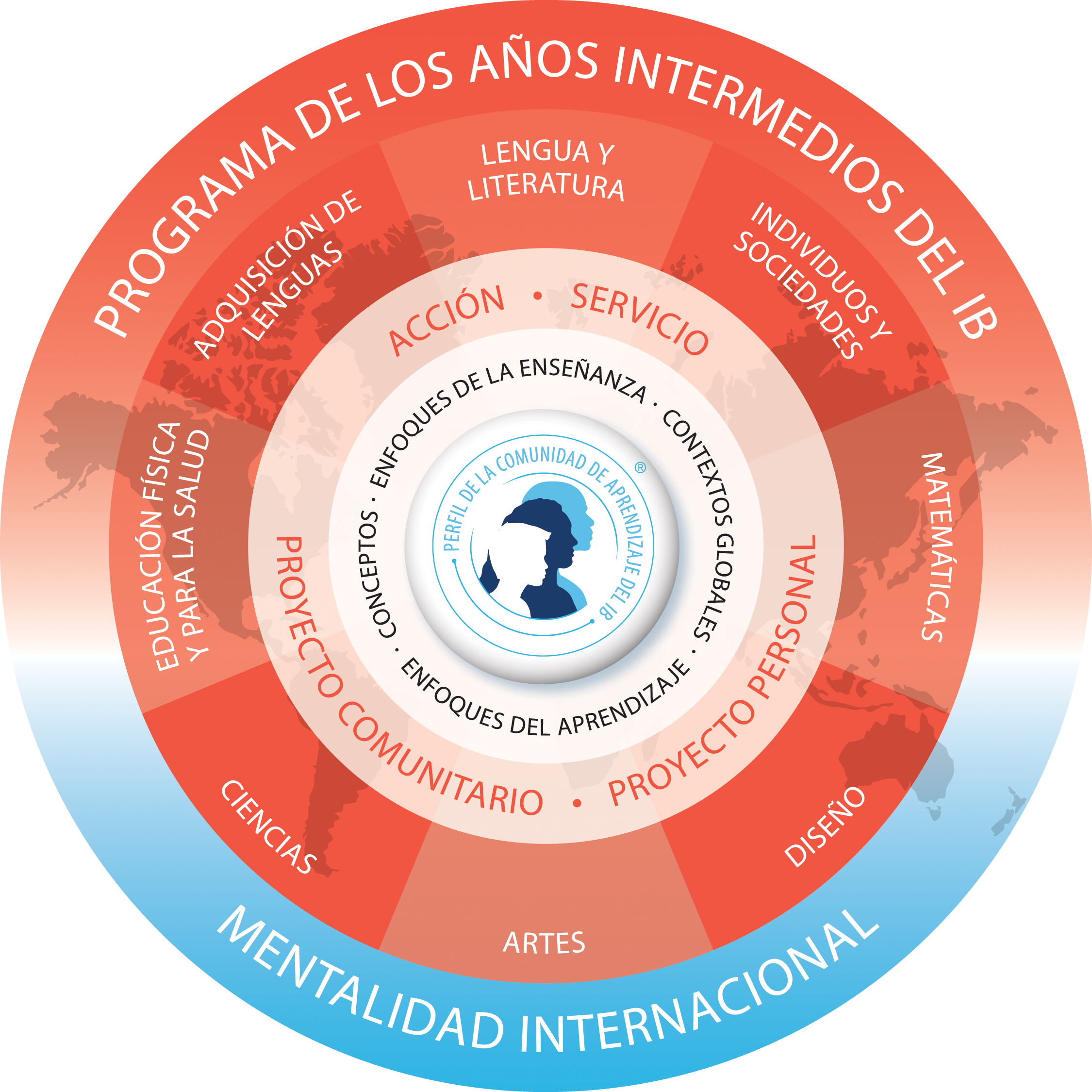
Logo PAI

El Programa de los Años Intermedios (PAI) del Bachillerato Internacional (BI) es un programa educativo creado por la Organización del Bachillerato Internacional (OBI) en 1994 y dirigido a estudiantes desde los 11 hasta los 16 años. El PAI prepara a los estudiantes para afrontar el Programa del Diploma y comparte con este gran parte de la estructura y de la filosofía.

## Currículo
La asignaturas del PAI se dividen en ocho grupos: Lengua A (lengua materna), Lengua B (segunda lengua), Humanidades, Tecnología, Matemáticas, Artes, Ciencias y Educación Física. Cada área debe suponer al menos 50 horas lectivas al año. Un estudiante puede elegir dos Lengua A si tiene los conocimientos suficientes sobre ambas. Los colegios tienen mucha flexibilidad para introducir asignaturas que consideren importantes e incluso para diseñar su propia evaluación, salvo en el último curso, en el que la OBI da criterios claros para la superación de cada área. También en el último curso, los estudiantes deben hacer un proyecto individual acerca de un tema de su elección supervisado por los profesores.
El programa se basa en cinco 'áreas de interacción', que son consideradas como una de las características más notables del PAI: Aprender a Aprender, Comunidad y Servicio, Ingenio Humano, Entornos y Salud y Educación Social. En general no se imparten en cursos separados, sino que se encuentran entrelazadas con todas las asignaturas. La Comunidad y Servicio consiste básicamente en la realización de tareas que proporcionen un beneficio para la sociedad.
Los estudiantes que superen el PAI en una escuela con moderación externa de la OBI reciben un 'certificado de mérito'.